# 雷布尼克
雷布尼克（[ˈrɨbɲik]  试听）是波兰南部的一座城市，接近捷克边境，是西里西亚省的縣級市，人口約13萬。它是雷布尼克煤矿区的中心，位於上西里西亚工业区南部。

## 友好城市
- 法國 列萬
- 法國 马扎梅
- 法國 聖瓦利耶
- 德国 多爾斯滕
- 德国 奧伊拉斯堡
- 乌克兰 伊万诺-弗兰科夫斯克
- 乌克兰 巴爾
- 捷克 卡爾維納
- 希腊 拉里薩
- 英国 紐敦阿比
- 立陶宛 維爾紐斯縣
- 斯洛伐克 托波爾恰尼
- 拉賓[3]